# Ackley
Ackley is een plaats (city) in de Amerikaanse staat Iowa, en valt bestuurlijk gezien onder Franklin County en Hardin County.

## Demografie
Bij de volkstelling in 2000 werd het aantal inwoners vastgesteld op 1809.
In 2006 is het aantal inwoners door het United States Census Bureau geschat op 1715, een daling van 94 (-5,2%).

## Geografie
Volgens het United States Census Bureau beslaat de plaats een oppervlakte van
6,5 km², waarvan 6,4 km² land en 0,1 km² water. Ackley ligt op ongeveer 333 m boven zeeniveau.

## Plaatsen in de nabije omgeving
De onderstaande figuur toont nabijgelegen plaatsen in een straal van 20 km rond Ackley.